# Geozaur
Geozaur (Geosaurus) - rodzaj wymarłego archozaura z kladu Crocodyliformes (obejmującego również współczesne krokodyle - sam geozaur nie należy jednak do rzędu Crocodilia). Zaliczany do podrzędu Thalattosuchia (którego dokładna pozycja systematyczna pozostaje przedmiotem sporów), a w jego ramach - do rodziny Metriorhynchidae.

## Występowanie
Geozaur żył w morzach obecnej Europy w okresie jury. 

## Opis
Geozaury osiągały długość ok. 2–3 m. Zwierzęta te miały spłaszczoną grzbieto-brzusznie spneumatyzowaną czaszkę oraz charakterystyczny ogon, który świadczył o przystosowaniu do wodnego trybu życia.